# Tarek Mousli
Tarek Mohamad Ali Mousli (* in Beirut, Libanon) ist ein ehemaliger Terrorist der Revolutionären Zellen (RZ).

## Leben
Mousli ist der Sohn eines saudi-arabischen Geschäftsmanns und Angehörigen einer Königsfamilie und einer deutschen Stewardess. Nachdem sein Vater bei einem Flugzeugabsturz starb, siedelte seine Familie 1966 von Saudi-Arabien nach Norddeutschland über. Tarek Mousli besuchte ein Internat. Mit 20 Jahren kam er in Kiel mit der Hausbesetzerszene in Kontakt. 1981 ging er für ein Studium an die FU Berlin und wohnte in einem besetzten Haus in Berlin-Kreuzberg.
Eine Halbschwester Mouslis wurde in den Libanon abgeschoben. Dies habe ihn nach eigenen Angaben politisiert und seine Einstellung zu Abschiebebehörden besonders negativ beeinflusst.

## Karriere
Mousli leitete zwei Berliner Kampfsportstudios in Prenzlauer Berg und Marzahn. Er trainierte u. a. die Kampfsportspezialisten der Polizei sowie Karateka des Bundeskaders. Mousli gehörte in dieser Zeit zu den etwa 20 Karateka in der Bundesrepublik, die den 4. Dan tragen durften.

## Terroristische Aktivitäten und Gerichtsprozess
Mousli wurde wegen Mitgliedschaft in einer terroristischen Vereinigung, Herbeiführen eines Sprengstoffanschlages, Knieschussattentaten und Verstoß gegen das Sprengstoffgesetz angeklagt. Ihm wurde vorgeworfen, an der Vorbereitung und Durchführung von insgesamt drei Anschlägen der RZ in Berlin maßgeblich beteiligt gewesen zu sein. Zufällig fanden Einbrecher 1995 in Mouslis Keller rund zehn Kilogramm Sprengstoff, die er dort gelagert hatte. Der Fund führte das Bundeskriminalamt jedoch erst 1998 zu Mousli. Im November 1999 wurde er verhaftet. Zuvor hatte eine ehemalige Lebensgefährtin Mouslis gegen ihn ausgesagt. Mousli legte ein umfassendes Geständnis ab und bot sich als Kronzeuge an. Seine Informationen führten zur Verhaftung einer Reihe bis dahin nicht entdeckter Mitglieder der RZ. Seine umfassenden Aussagen wirkten sich für Mousli strafmildernd aus, so dass er lediglich zu zwei Jahren Freiheitsstrafe auf Bewährung verurteilt wurde.
Während des Prozesses gegen weitere Mitglieder der RZ wurde er von Personenschützern des Bundeskriminalamts geschützt.